# Aboncourt-sur-Seille
 Aboncourt-sur-Seille  es una población y comuna francesa, en la Región de Gran Este, departamento de Mosela, en el distrito de Sarrebourg-Château-Salins y cantón de Le Saulnois.

## Demografía
| Gráfica de evolución demográfica de Aboncourt-sur-Seille entre 2006 y 2018 |
|                                                                            |

Fuentes: INSEE.